# 沈陽 (嘉靖進士)
沈陽（1518年—1569年），字復卿，直隸松江府上海縣民籍蘇州府嘉定縣人，明朝政治人物。

## 生平
嘉靖二十五年（1546年）丙午科應天府鄉試第一百十六名，嘉靖二十九年（1550年）庚戌科三甲進士。官福建沙縣知縣，三十三年五月升四川道監察御史，多有諫言，三十九年与户部郎中張大化奉旨清理京畿内庄田，查出隐冒二千九百余顷。出按四川，忤逆權相，謫為裕州判官。後移官南康府推官，歷撫州府同知、廣信府知府。隆慶初年，舉卓異內調，稱病歸。入祀沙縣、廣信府名宦祠。著有《森玉楼稿》。

## 家族
曾祖沈宙；祖父沈嶽，七品散官；父沈龍，母嚴氏（封孺人）。慈侍下。
為沈炤、沈灼從子。